# 勒库德赖圣热尔梅
勒库德赖圣热尔梅（法語：Le Coudray-Saint-Germer，法語發音：[lə kudʁɛ sɛ̃ ʒɛʁmɛʁ]）是法国瓦兹省的一个市镇，属于博韦区。

## 地理
勒库德赖圣热尔梅（49°24'43"N, 1°50'13"E）面积13.48 平方千米，位于法国上法蘭西大區瓦兹省，该省份为法国北部内陆省份，北起索姆省，西接厄尔省和滨海塞纳省，南至塞纳-马恩省和瓦兹河谷省，东临埃纳省。
与勒库德赖圣热尔梅接壤的市镇（或旧市镇、城区）包括：布赖地区屈日、埃斯波堡、弗拉瓦库尔、松地区拉朗德、拉朗代勒、布赖地区皮瑟、圣热尔梅德弗利、塞里方丹。
勒库德赖圣热尔梅的时区为UTC+01:00、UTC+02:00（夏令时）。

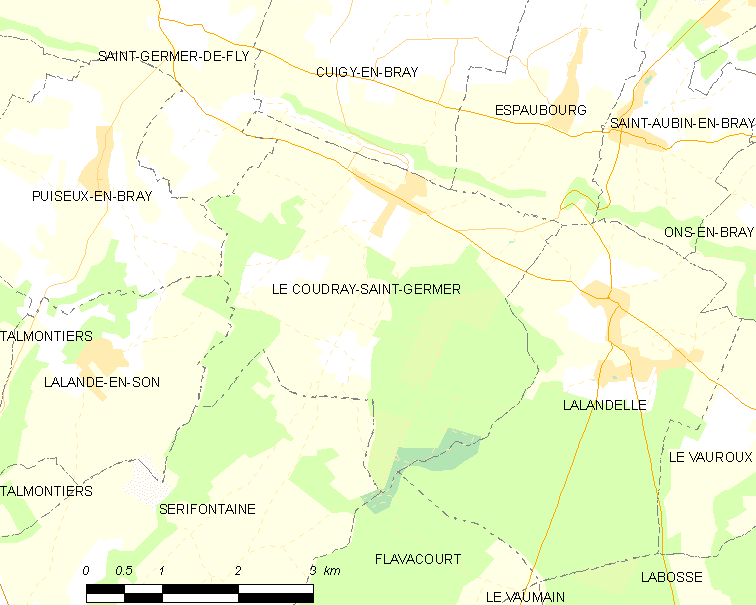
勒库德赖圣热尔梅的OSM定位图

## 行政
勒库德赖圣热尔梅的邮政编码为60850，INSEE市镇编码为60164。

## 政治
勒库德赖圣热尔梅所属的省级选区为格朗维利耶县。

## 人口

1962-2008年间勒库德赖圣热尔梅人口变化图示

勒库德赖圣热尔梅于2022年1月1日时的人口数量为857人。